# Frances Daly Fergusson
Frances Daly Fergusson (Boston, 3 ottobre 1944) è una storica dell'arte statunitense, nona presidentessa del Vassar College.

## Biografia
Si è laureata in Magister artium al Wellesley College, successivamente ha conseguito il dottorato in storia dell'arte presso l'Università di Harvard prima di iniziare la sua carriera d'insegnante al Newton College. Nel 1975 ha iniziato a insegnare all'Università del Massachusetts a Boston, dove divenne poi assistente cancelliere. Ha continuato la sua carriera nell'amministrazione accademica dal 1982 al 1986 presso la Bucknell University, dove ha prestato servizio come rettore e vicepresidente dell'Università. Lasciò la Bucknell per diventare il presidente del Vassar College.
Ha prodotto numerose pubblicazioni nel campo della storia dell'architettura, tra cui un pluripremiato articolo sull'iconografia della chiesa di San Carlo a Vienna. La sua amministrazione ha curato la ristrutturazione del campus, compresa la ristrutturazione della biblioteca, la creazione di un nuovo centro d'arte, il Frances Lehman Loeb Art Center, e la costruzione di un cinema-teatro, il Vogelstein Center for Drama and Film, entrambi progettati dall'architetto César Pelli. Pur servendo come presidente di Vassar, ha anche contribuito con i suoi talenti amministrativi come membro dei consigli di amministrazione della Ford Foundation (1989–2001), della Mayo Foundation (1988-2002) e della Mayo Clinic dal 1998 al 2002.
Ha anche servito nei consigli di amministrazione dell'associazione nazionale dei college e delle università (NAICU), dell'associazione di politica estera, del museo Noguchi, del WNET/Thirteen, e della Society of Architectural Historians degli Stati Uniti. È stata presidente del collegio dei sorveglianti dell'Università di Harvard (2007–2008) e membro dei consigli di amministrazione del Getty Trust, della scuola di balletto americano, del Second Stage Theatre, del consiglio nazionale di studi umanistici e della fondazione per le arti contemporanee. Nel mondo aziendale, fa parte dei consigli di amministrazione di Pfizer e di Mattel, in precedenza era direttore della Wyeth Pharmaceuticals, del Central Hudson Gas and Electric Corporation e delle banche HSBC. Il 16 febbraio 2005, ha annunciato la sua intenzione di dimettersi da presidente del Vassar College dopo vent'anni come capo dell'istituzione. Catharine Bond Hill ha assunto la carica di presidente alla fine dell'anno accademico 2005/2006.

## Premi
- Dottorato in letteratura (onorario) presso l'Università di Londra[1]
- Dottorato e laurea magistrale nella Specializzazione delle Arti e delle Scienze, Università di Harvard (1999)[1][4]
- Dottorato onorario del Bard College e dell'Università di Hartford[4]
- Medaglia di Harvard per "servizio eccezionale all'Università di Harvard."[5]